# Карасу (сельский округ Берсиева)
Карасу (каз. Қарасу) — село в Уилском районе Актюбинской области Казахстана. Входит в состав сельского округа им. Ш.Берсиева. Код КАТО — 155239200.

## Население
В 1999 году население села составляло 215 человек (118 мужчин и 97 женщин). По данным переписи 2009 года, в селе проживал 251 человек (135 мужчин и 116 женщин).